# Стомиеобразные
Стомиеобразные, или иглоро́ты (лат. Stomiiformes), — отряд глубоководных морских костистых рыб из надотряда Osmeromorpha. Тело удлинённое, от 3 до 10 см (иногда до 35 см), рот большой, зубы кинжаловидные. Окраска серебристая или чёрная. На теле — органы и железы свечения (фотофоры). Некоторые представители обладают телескопическими глазами.
Широко распространены в Мировом океане, обычно обитая на глубине 130—2000 м, но встречаются и глубже — до 4500 м. Хищники. Совершают вертикальные миграции, поднимаясь по ночам к поверхности. Некоторые стомиеобразные (особенно гоностомовые, топориковые и меланостомиевые) образуют огромные стаи, которые создают звукорассеивающую завесу («ложное дно»), затрудняющую определение глубины с помощью эхолота.

## Классификация
К отряду относят 414 вида, объединяемых в 4 семейства и 52 рода:
- Подотряд Gonostomatoidei — Гоностоматовидные[2]
  - Gonostomatidae — Гоностомовые, 8 родов, 31 вид, включая роды ранее выделяемого семейства Diplophoridae;
  - Sternoptychidae — Топориковые, 10 родов, 73 вида;
    - Maurolicinae — 7 родов, 30 видов;
    - Sternoptychinae — 3 рода, 43 вида;
- Подотряд Phosichthyoidei — Фотихтиевидные[2]
  - Phosichthyidae — Фотихтиевые, 7 родов, 24 вида;
  - Stomiidae — Стомиевые, 27 родов, 286 видов;
    - Astronesthinae — астронестовые, 6 родов, 59 видов;
    - Stomiinae — роды Chauliodus и Stomias, объединяющие 19—20 видов;
    - Melanostominae — меланостомиевые, 15 родов, 191 вид;
    - Idiacanthinae — идиакантовые, 1 род, 3 вида;
    - Malacosteinae — малакостеевые, 3 рода, 14 видов.